# Dan Ige
Dan Ige (Haleiwa, 6 de agosto de 1991) é um lutador americano de artes marciais mistas que atualmente compete na categoria peso-pena do Ultimate Fighting Championship.

## Carreira no MMA

### Ultimate Fighting Championship
Ige assinou com o UFC após vitória no Dana Whites Tuesday Night Contender Series.   Ige enfrentou Julio Arce em 20 de Janeiro de 2018 no UFC 220: Miocic vs. Ngannou. Ele perdeu a luta por decisão dos juízes.
Ige enfrentou Mike Santiago em 9 de junho de 2018 no UFC 225: Whittaker vs. Romero II. Ele venceu por nocaute no primeiro round.
Ige enfrentou o estreante Jordan Griffin em 15 de dezembro de 2018 no UFC on Fox: Lee vs. Iaquinta II. Ele venceu por decisão unânime.
Ige enfrentou Danny Henry em 16 de março de 2019 no UFC Fight Night: Till vs. Masvidal. Ele venceu por finalização no primeiro round. A vitória lhe rendeu seu primeiro bônus de “Performance da Noite”.
Ige enfrentou Kevin Aguilar em 22 de junho de 2019 no UFC Fight Night: Moicano vs. Korean Zombie Ele venceu por decisão unânime.
Ige enfrentou Mirsad Bektić em 8 de fevereiro de 2020 no UFC 247: Jones vs. Reyes. Ele venceu por decisão dividida.

## Cartel no MMA
| Cartel no MMA   |             |            |
| 20 lutas        | 15 vitórias | 5 derrotas |
| Por nocaute     | 4           | 0          |
| Por finalização | 5           | 0          |
| Por decisão     | 6           | 5          |

| Res.    | Cartel | Oponente              | Método                               | Evento                                     | Data       | Round | Tempo | Local                       | Notas                 |
| ------- | ------ | --------------------- | ------------------------------------ | ------------------------------------------ | ---------- | ----- | ----- | --------------------------- | --------------------- |
| Derrota | 17-7   | Bryce Mitchell        | Decisão (unânime)                    | UFC Fight Night: Fiziev vs. Gamrot         | 23/09/2023 | 3     | 5:00  | Las Vegas, Nevada           |                       |
| Vitória | 17-6   | Nate Landwehr         | Decisão (unânime)                    | UFC 289: Nunes vs. Aldana                  | 10/06/2023 | 3     | 5:00  | Vancouver, British Columbia |                       |
| Vitória | 16-6   | Damon Jackson         | Nocaute (soco)                       | UFC Fight Night: Strickland vs. Imavov     | 14/01/2023 | 2     | 4:13  | Las Vegas, Nevada           | Performance da Noite. |
| Derrota | 15-6   | Movsar Evloev         | Decisão (unânime)                    | UFC Fight Night: Volkov vs. Rozenstruik    | 04/06/2022 | 3     | 5:00  | Las Vegas, Nevada           |                       |
| Derrota | 15-5   | Josh Emmett           | Decisão (unânime)                    | UFC 269: Oliveira vs. Poirier              | 11/12/2021 | 3     | 5:00  | Las Vegas, Nevada           |                       |
| Derrota | 15-4   | Jung Chan-Sung        | Decisão (unânime)                    | UFC on ESPN: The Korean Zombie vs. Ige     | 19/06/2021 | 5     | 5:00  | Las Vegas, Nevada           |                       |
| Vitória | 15-3   | Gavin Tucker          | Nocaute (soco)                       | UFC Fight Night: Edwards vs. Muhammad      | 13/03/2021 | 1     | 0:22  | Las Vegas, Nevada           | Performance da Noite. |
| Derrota | 14-3   | Calvin Kattar         | Decisão (unânime)                    | UFC on ESPN: Kattar vs. Ige                | 15/07/2020 | 5     | 5:00  | Abu Dhabi                   |                       |
| Vitória | 14-2   | Edson Barboza         | Decisão (dividida)                   | UFC on ESPN: Overeem vs. Harris            | 16/05/2020 | 3     | 5:00  | Jacksonville, Flórida       |                       |
| Vitória | 13-2   | Mirsad Bektić         | Decisão (dividida)                   | UFC 247: Jones vs. Reyes                   | 08/02/2020 | 3     | 5:00  | Houston, Texas              |                       |
| Vitória | 12-2   | Kevin Aguilar         | Decisão (unânime)                    | UFC Fight Night: Moicano vs. Korean Zombie | 22/06/2019 | 3     | 5:00  | Greenville, Carolina do Sul |                       |
| Vitória | 11-2   | Danny Henry           | Finalização (mata leão)              | UFC Fight Night: Till vs. Masvidal         | 16/03/2019 | 1     | 1:17  | Londres                     | Performance da Noite. |
| Vitória | 10-2   | Jordan Griffin        | Decisão (unânime)                    | UFC on Fox: Lee vs. Iaquinta II            | 15/12/2018 | 3     | 5:00  | Milwaukee, Wisconsin        |                       |
| Vitória | 9-2    | Mike Santiago         | Nocaute Técnico (socos)              | UFC 225: Whittaker vs. Romero II           | 09/06/2018 | 1     | 0:50  | Chicago, Illinois           |                       |
| Derrota | 8-2    | Julio Arce            | Decisão (unânime)                    | UFC 220: Miocic vs. Ngannou                | 20/01/2018 | 3     | 5:00  | Boston, Massachusetts       | Estreia no UFC.       |
| Vitória | 8-1    | Luis Gomez            | Finalização (mata leão)              | Dana White's Contender Series 3            | 25/07/2017 | 3     | 3:23  | Las Vegas, Nevada           |                       |
| Vitória | 7-1    | Ronildo Augusta Braga | Decisão (unânime)                    | Titan FC 44                                | 19/05/2017 | 3     | 5:00  | Pembroke Pines, Flórida     |                       |
| Vitória | 6-1    | Fernando Padilla      | Decisão (unânime)                    | Cage Fury Fighting Championships           | 25/03/2017 | 3     | 5:00  | San Diego, Califórnia       |                       |
| Vitória | 5-1    | Diego Pichilingue     | Finalização (kimura)                 | Legacy FC 62                               | 11/11/2016 | 2     | 0:52  | Shawnee, Oklahoma           |                       |
| Vitória | 4-1    | Craig Campbell        | Nocaute Técnico (socos)              | Legacy FC 57                               | 01/07/2016 | 1     | 3:31  | Bossier City, Luisiana      |                       |
| Vitória | 3-1    | James Jones           | Nocaute Técnico (interrupção médica) | Shogun Fights 14                           | 16/04/2016 | 1     | 3:56  | Baltimore, Maryland         |                       |
| Derrota | 2-1    | Taichi Nakajima       | Decisão (dividida)                   | Pancrase 272                               | 28/11/2015 | 3     | 5:00  | Honolulu, Hawaii            |                       |
| Vitória | 2-0    | Ian Millan            | Finalização (mata leão)              | RFA 23                                     | 06/02/2015 | 1     | 1:51  | Costa Mesa, California      |                       |
| Vitória | 1-0    | Spencer Higa          | Finalização (chave de braço)         | Star Elite Cage Fighting                   | 14/06/2014 | 3     | 3:07  | Honolulu, Havaí             |                       |